# Ramón Garza Rodríguez
Ramón Garza Rodríguez (Los Ramones, Nuevo León, 7 de abril de 1938) es un empresario y político mexicano. Fue presidente del comité ejecutivo estatal del Partido Auténtico de la Revolución Mexicana (PARM) en el Estado de Nuevo León. 

## Biografía
Viviendo durante su infancia y educación primaria en General Terán, Nuevo León, cursando la secundaria, preparatoria y carrera entonces en Monterrey.  
Durante su juventud fue Presidente del Club Alegría A.C., y en deportes jugó futbol americano categoría intermedia con la Uni Azul, dirigidos por el coach Gaspar Mass. Egresado de Merchandising en el Tecnológico de Monterrey (TEC).  
Entre sus actividades empresariales destacaron Regiomontana de plásticos S.A., Fábrica de Anillos de Graduación y Joyería Grademex S.A., dueño de taller en apoyo a las agencias de vehículos TECNICLIMAS REVOLUCIÓN (AUTOKOOL) instalación y venta de equipos de aire acondicionado automotriz, asesor fiscal de organizaciones como Molinos Longoria S.A., asesor jurídico Vidriera Buenos Aires, socio y accionista del Club de Caza y Pesca de la Confederación Revolucionaria de Obreros y Campesinos (CROC), apoderado Instituto Monterrey y otros.  

## Cargos políticos
- Fue elegido diputado local para la LXIV Legislatura del Estado de Nuevo León.
- Fue elegido diputado federal para la LIV Legislatura.
- Delegado nacional del Partido Auténtico de la Revolución Mexicana (PARM) para la LXV Legislatura.
- Fue elegido diputado federal para la LV Legislatura.